# Instrumentos musicais do período barroco
O período barroco (c. 1600–1750) foi marcado por grandes inovações que revolucionaram os instrumentos musicais, desde modificações no design até novas técnicas de execução.  Nesta época novos instrumentos foram criados, alguns foram aperfeiçoados e outros se tornaram obsoletos, deixando de fazer parte das composições instrumentais para os grupos e orquestras ao longo do período.
Entre 1618 e 1620, o músico e compositor alemão Michael Praetorius publicou o segundo volume da Syntagma Musicum (enciclopédia musical), que discorre sobre a organografia. Em 1620 é publicada a seção Theatrum instrumentorum (galeria de instrumentos) como parte integral do vol. 2 da enciclopédia, sendo um guia ilustrado dos instrumentos descritos no texto, com a finalidade de facilitar a compreensão e o estudo desses instrumentos para músicos, fabricantes de instrumentos e estudiosos. 
O livro de Praetorius demonstra o crescente interesse e conhecimento sobre instrumentos e sua construção no século XVII. Durante esses anos músicos e fabricantes de instrumentos desfrutaram de um relacionamento estreito e mutuamente benéfico:as habilidades cresentes dos músicos do período inspiraram fabricantes a fazer mudança na construção que permitiram aos instrumentistas tocar em tons mais agudos e mais graves, alcançar uma gama maior de dinâmicas e timbres e executar passagens mais difíceis com maior facilidade. Isso, por sua vez, encorajou músicos compositores experimentar novas técnicas e estilos.
Os instrumentos musicais passaram por um rigoroso processo de seleção. Devido à expressividade caracteristica da musica barroca, só foram mantidos aqueles que tivessem uma gama suficientemente ampla e flexibilidade para oferecer todas as tonalidades dinâmicas, do pianíssimo ao fortíssimo; era esperado que os instrumentos cantassem como seres humanos.

## Instrumentação barroca
A configuração típica de orquestra do período barroco era baseada em instrumentos de corda ( violino, viola ) e baixo contínuo .  Um baixo contínuo era a regra na música barroca; sua ausência vale a pena mencionar e tem uma razão, como descrever fragilidade.
Para Bach, alguns instrumentos carregavam significado simbólico, como a trombeta, instrumento real do Barroco, para a majestade secular e divina: três trombetas para a Trindade . Nas árias, Bach frequentemente usava instrumentos obbligato, que correspondem ao cantor como um parceiro igual. Em suas primeiras composições ele utilizou instrumentos que já estavam ultrapassados, como a viola da gamba e o violone .

### Contínuo
O baixo contínuo, ou simplesmente contínuo, consistia em um grupo de instrumentos, dependendo dos outros instrumentos tocados e do local da apresentação. Um grupo pode consistir de violoncelo, contrabaixo (uma oitava abaixo) e órgão . Um fagote normalmente toca quando outros instrumentos de sopro são necessários. Enquanto um órgão será tocado na igreja, um cravo será usado em ambientes seculares.
A trombeta é o instrumento real do Barroco, representando a majestade secular e divina. Três trombetas simbolizam a Trindade em uma ária da BWV 172 de Bach, abordando a "Heiligste Dreifaltigkeit" (Santíssima Trindade), onde a voz do baixo é acompanhada apenas por três trombetas e tímpanos.